# Chhusang
Chhusang (Nepali छुसाङ) ist ein Village Development Committee (VDC) im Distrikt Mustang (Nepal) im oberen Flusstal des Kali Gandaki.
Der Hauptort Chhusang liegt 17 km nördlich von Jomsom auf der östlichen Uferseite des Kali Gandaki an der Mündung des Narshing Khola. Chhusang liegt auf der Trekkingroute von Jomsom nach Lo Manthang.

## Einwohner
Bei der Volkszählung 2011 hatte Chhusang 512 Einwohner (davon 247 männlich) in 168 Haushalten.

## Dörfer und Weiler
Chhusang besteht aus mehreren Dörfern und Weilern:
- Bhena (3805 m ⊙)
- Chele (3060 m ⊙)
- Chhomnang (2970 m)
- Chhusang (2950 m ⊙)
- Ghok (4100 m ⊙)
- Ghyakar (3370 m ⊙)
- Kyuten (3548 m)
- Samar (3620 m ⊙)
- Tetang (3060 m ⊙)
- Thangbe (3020 m ⊙)

Chhusang
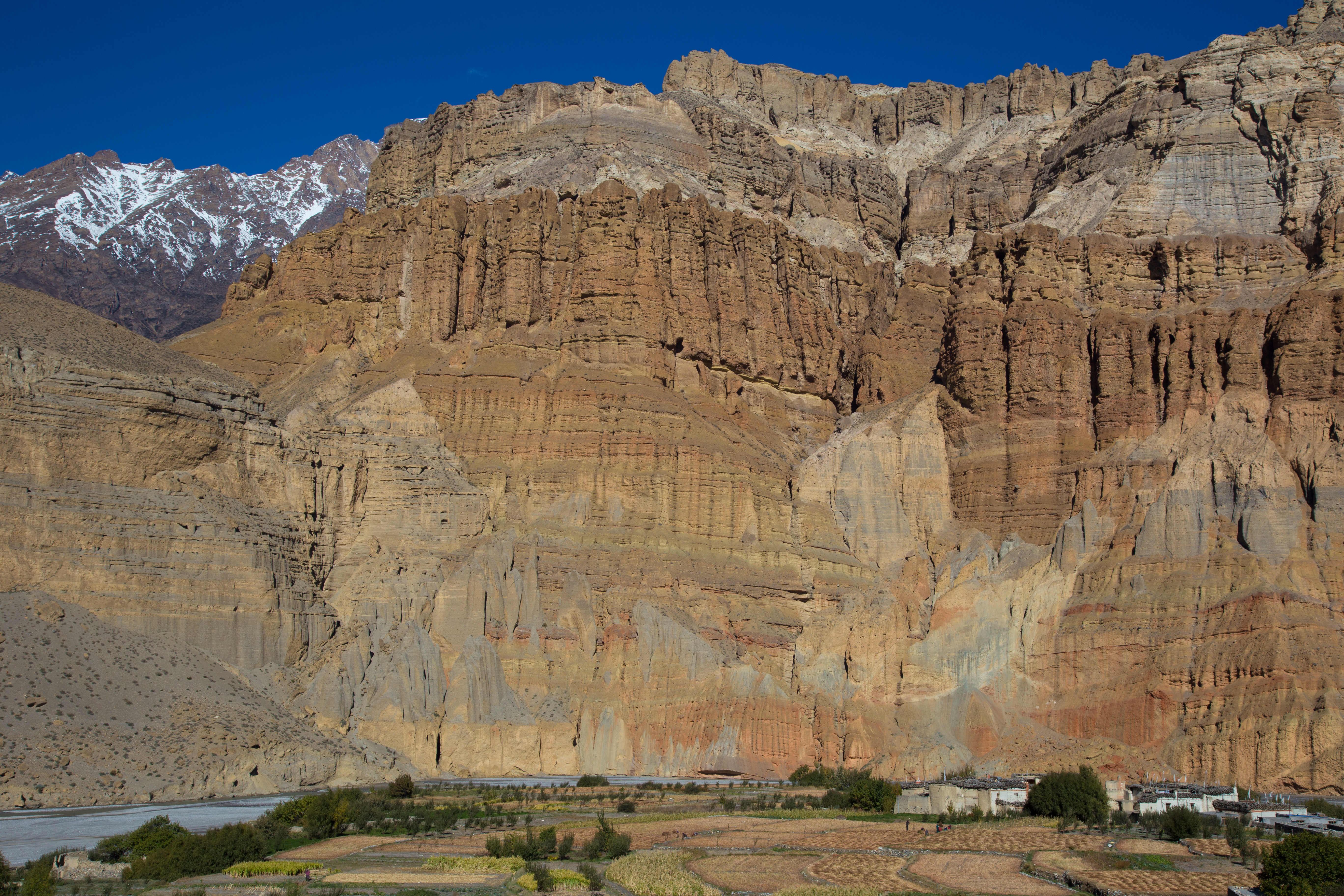
Felswände bei Chhusang
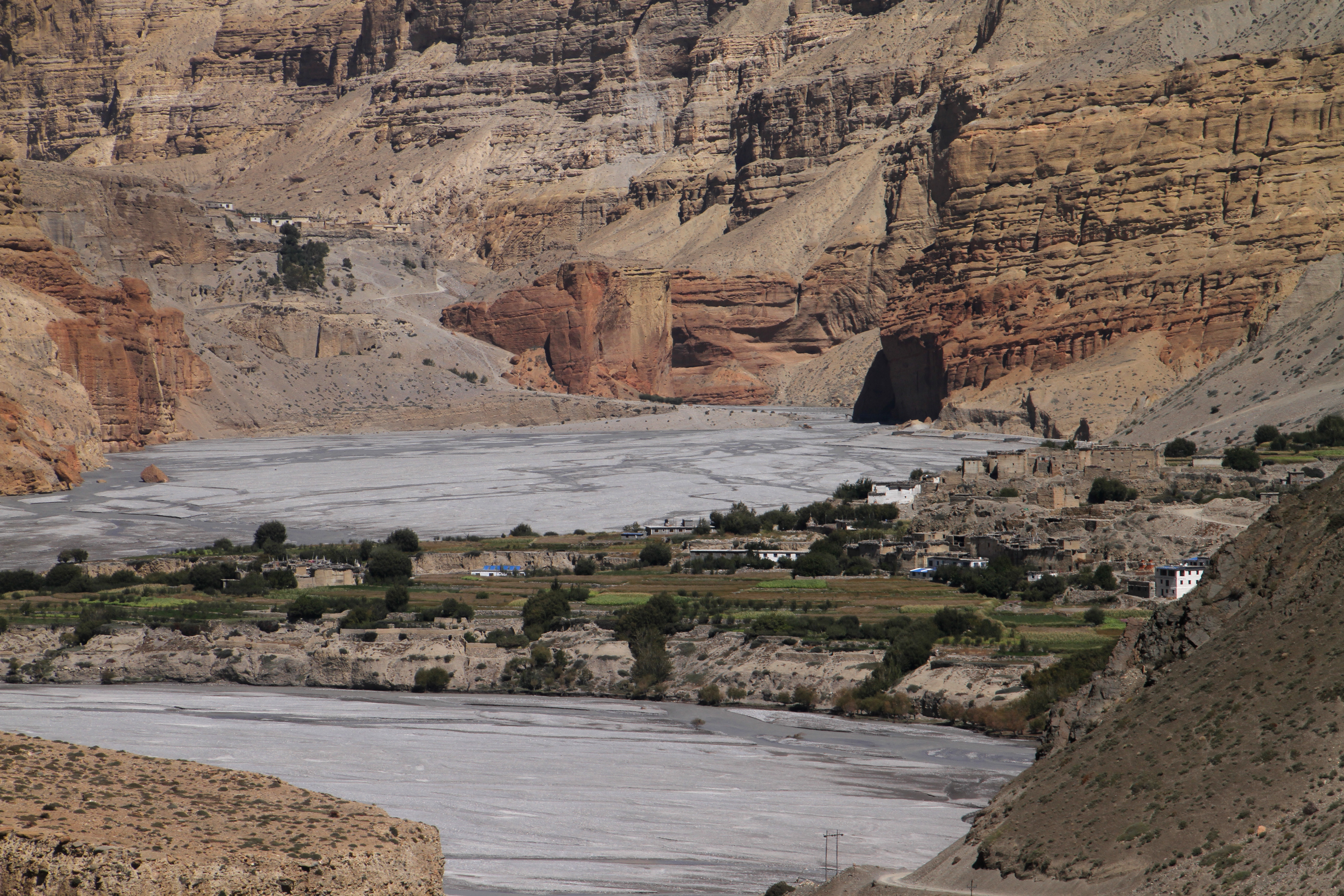
Chhusang
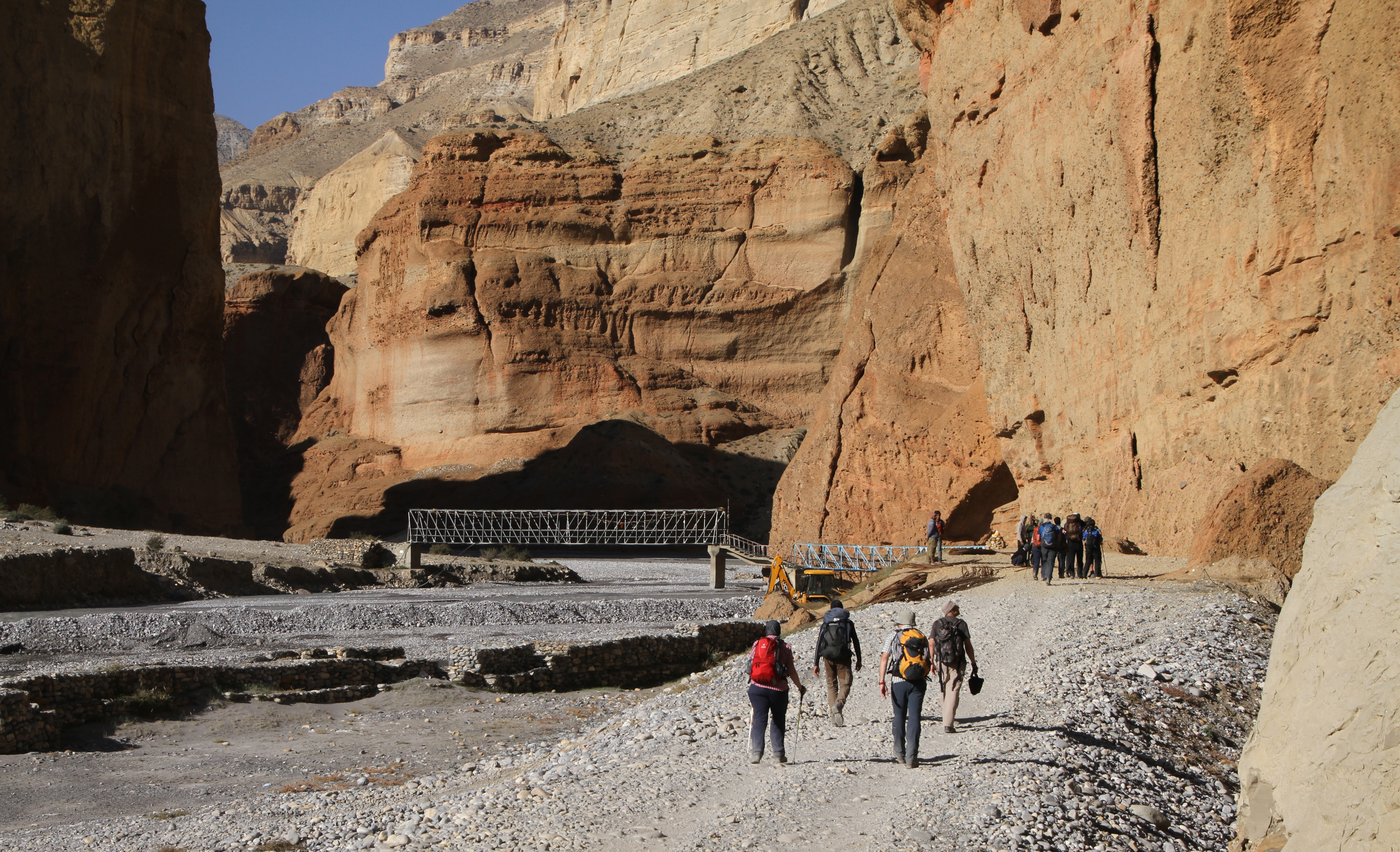
Kali Gandaki-Brücke bei Chele
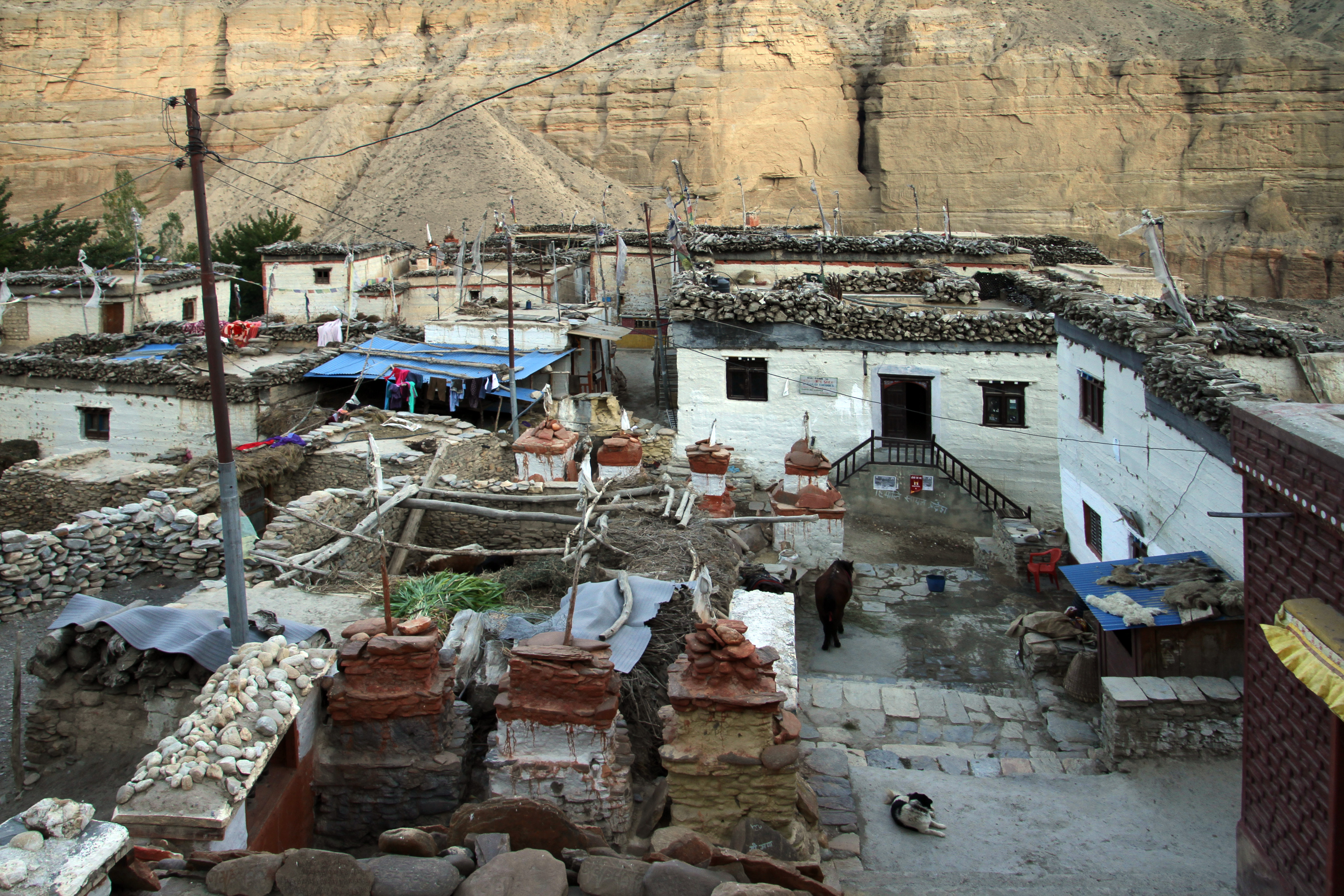
Chele
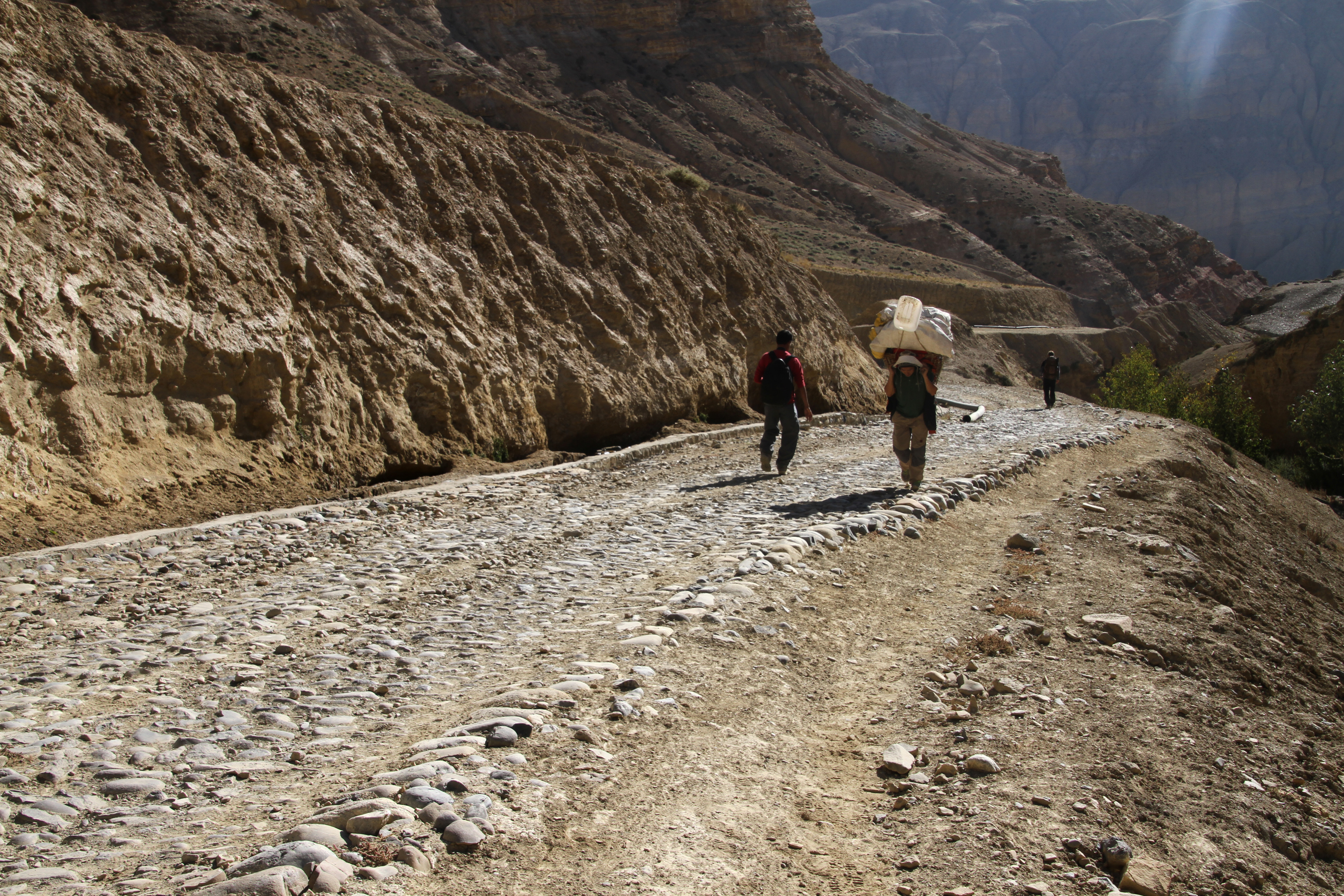
Weg Chele – Samar
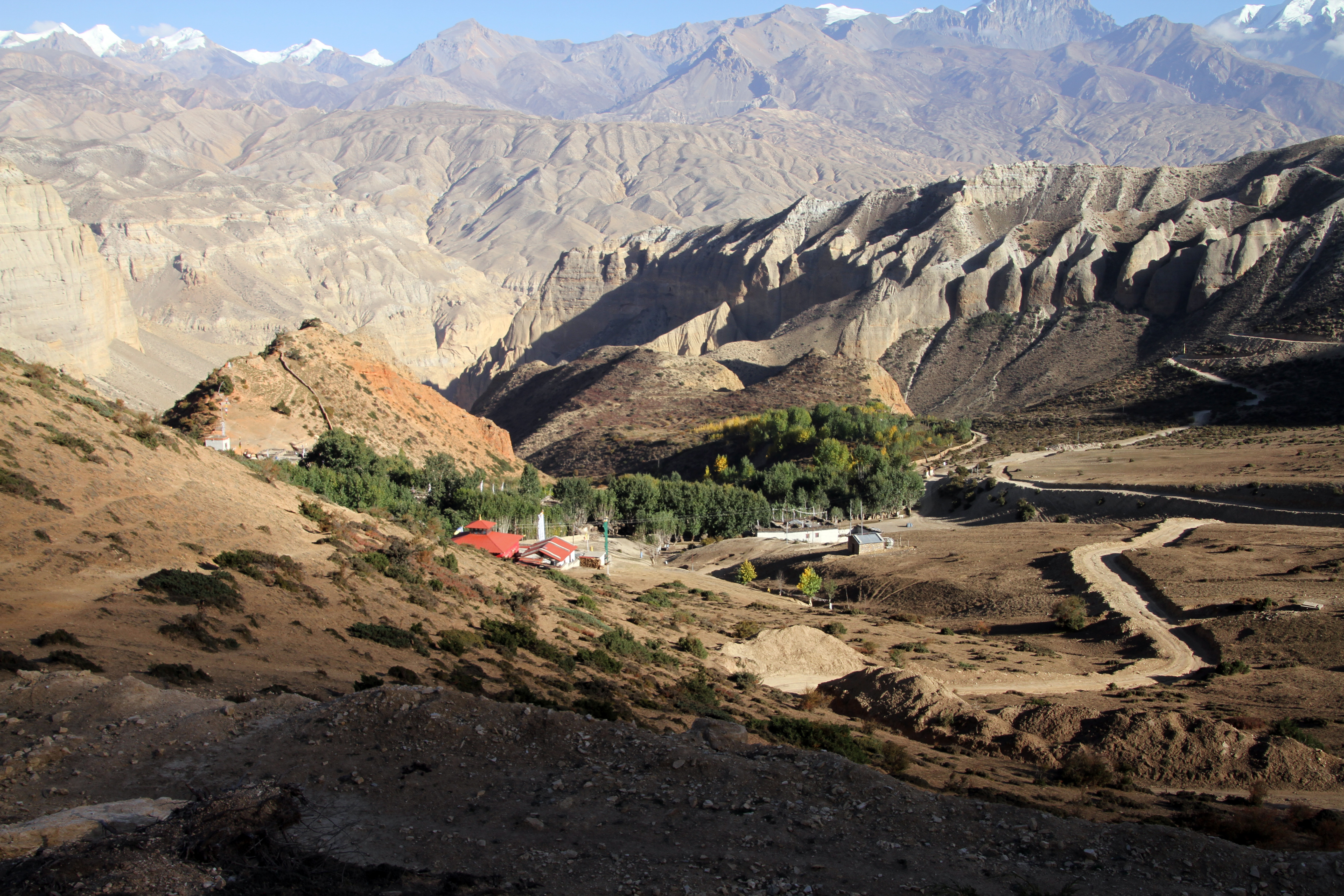
Samar
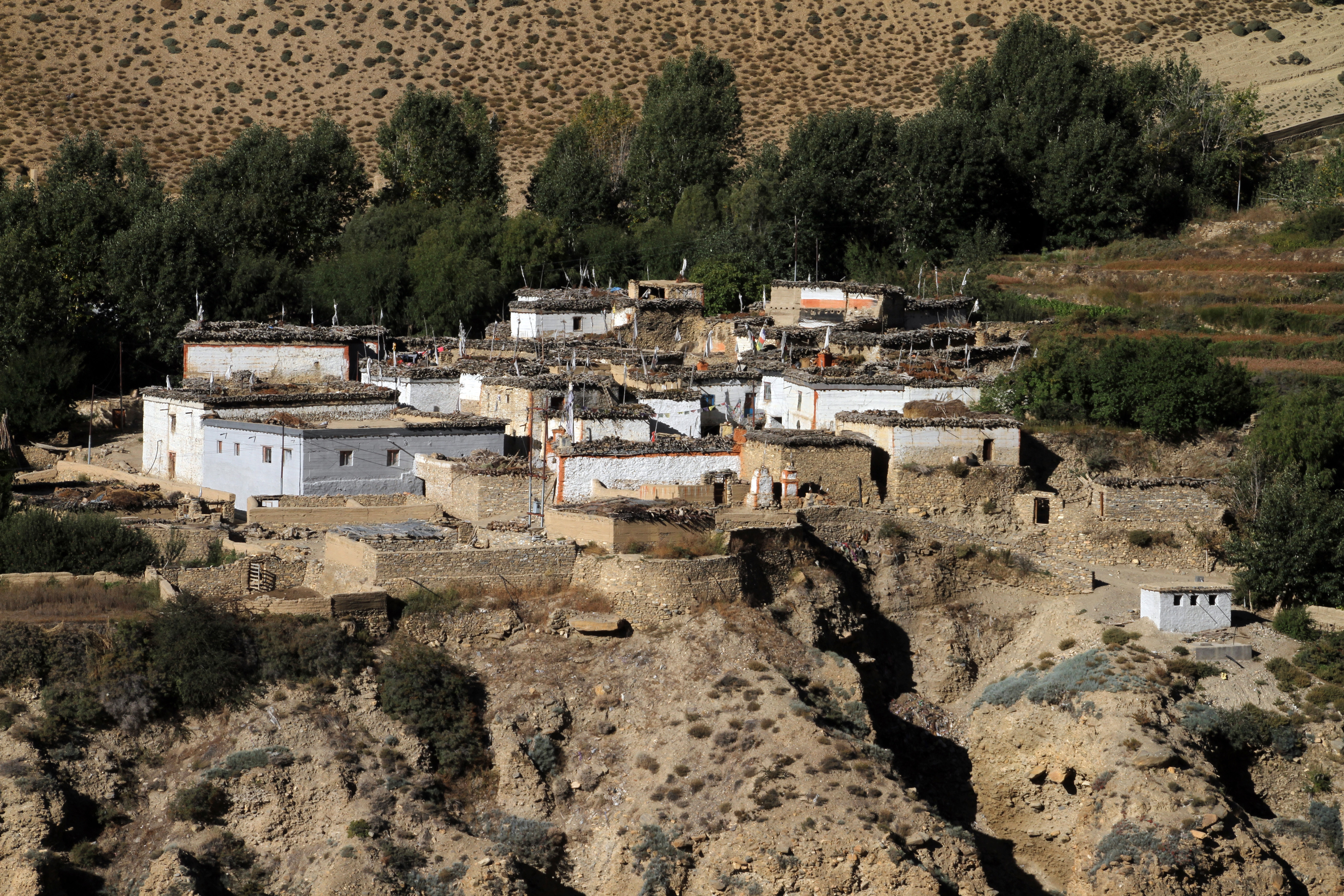
Ghyakar
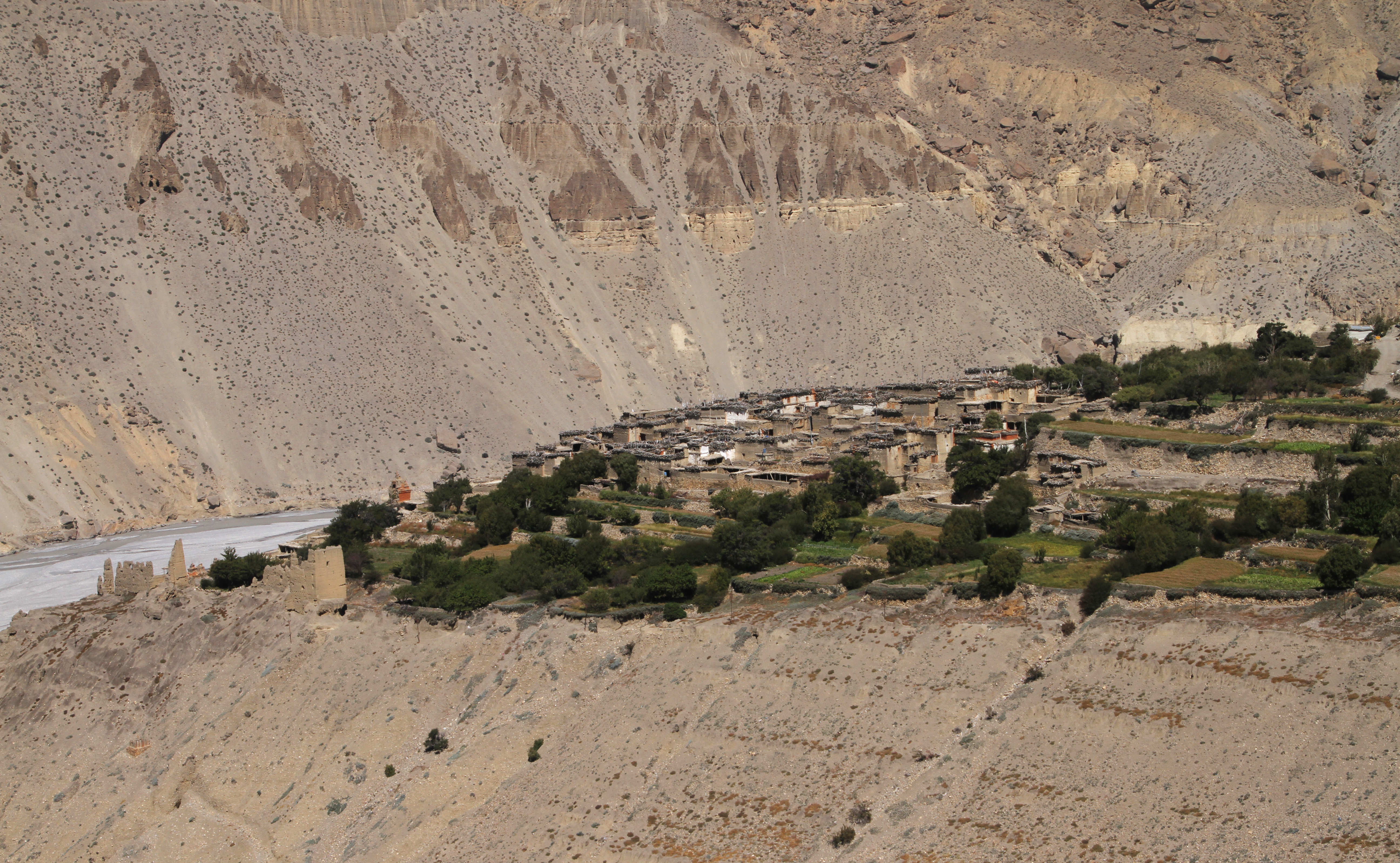
Thangbe